# Brachydactylie

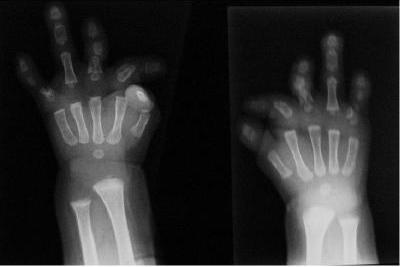
Radiographie montrant un cas sévère de brachydactylie

La brachydactylie est un terme de médecine signifiant : brièveté d'un ou de plusieurs doigts. C'est une caractéristique dont la transmission génétique est généralement autosomique dominante,. Il existe cinq types de brachydactylie de A à E et cinq sous types de A1 à A5.
La brachydactylie de type D est caractérisée par un pouce court et arrondi avec un ongle large. Elle est causée par une phalange distale courte d'un ou des deux pouces. C'est la forme de brachydactylie la plus fréquente, affectant 2% de la population. Elle est associée au gène HOXD13, 2q31.1.

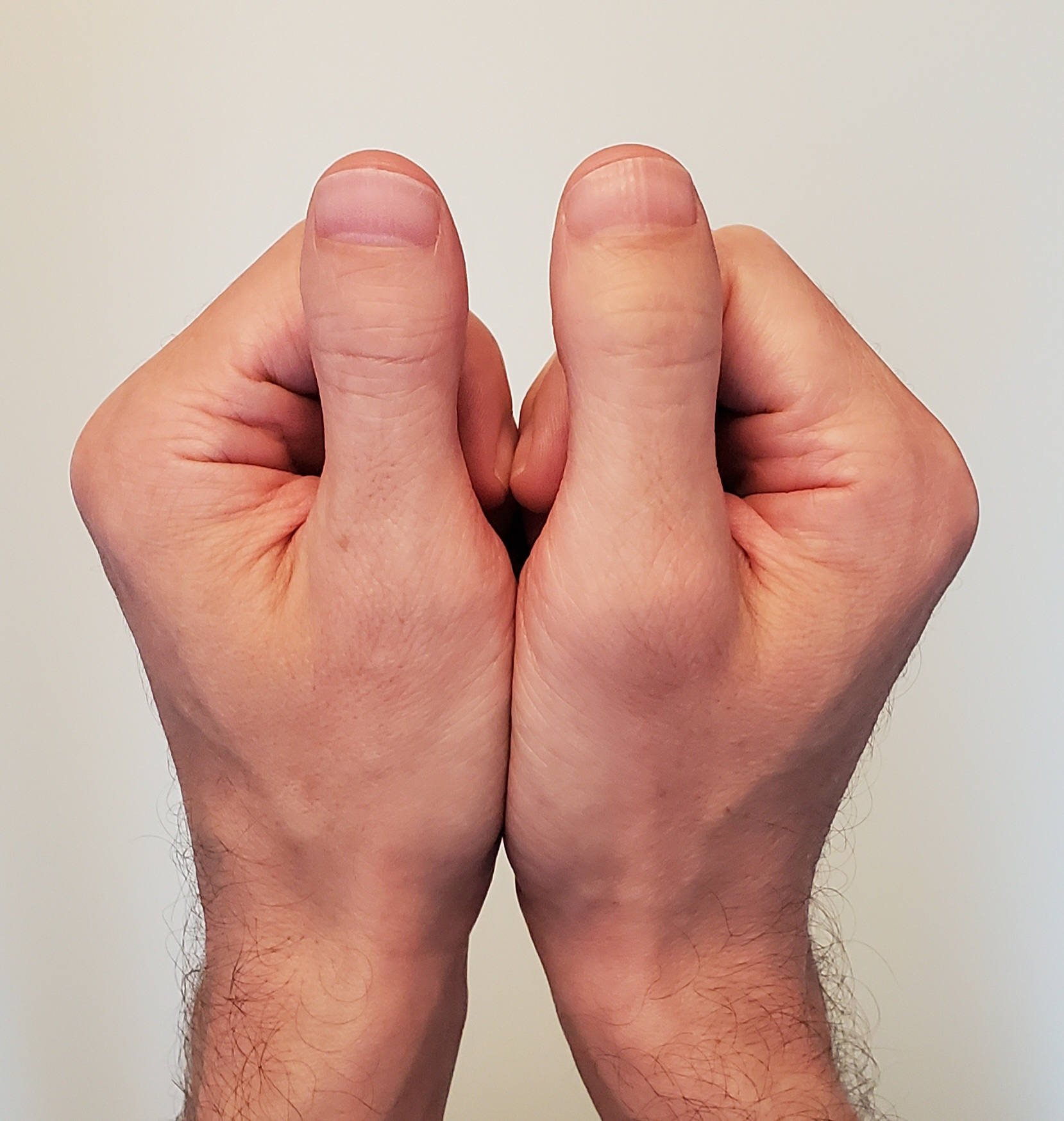
Deux pouces avec une phalange distale courte, représentant une brachydactylie de type D.